# 日本刑法学会
日本刑法学会（にほんけいほうがっかい、英: Criminal Law Society of Japan）は、1949年12月19日に設立された、刑法・刑事訴訟法・刑事政策の刑事法三部門が統合された刑事法の総合学会。

## 活動
会員数は1,200名である（2019年12月現在）。年一回の本大会、それに付随したワークショップ、その他にも各地方において部会が開催されている。学会誌として『刑法雑誌』（有斐閣、ISSN00220191）を発行している。

## 役員
（50音順、2018年5月26日改選）

### 理事長
- 塩見淳

### 理事
- 今井猛嘉
- 上嶌一高
- 宇藤崇
- 大澤裕
- 太田達也
- 小木曽綾
- 亀井源太郎
- 川出敏裕（常務理事、2021年度大会準備委員長）
- 川崎友巳
- 北川佳世子
- 葛野尋之（常務理事、2019年度大会準備委員長）
- 佐伯仁志
- 酒巻匡（常務理事、理事長代行）
- 髙山佳奈子
- 只木誠（常務理事、雑誌編集委員長）
- 田淵浩二
- 橋爪隆
- 堀江慎司
- 本庄武
- 松澤伸
- 松原芳博（常務理事、2020年度大会準備委員長）
- 松宮孝明
- 水谷規男
- 安田拓人（常務理事、総務担当）

### 監事
- 井田良
- 甲斐克則